# Luigi Capitanio
Luigi Capitanio (Monopoli, 15 dicembre 1863 – Monopoli, 20 agosto 1922) è stato un medico e politico italiano, deputato nelle file del Partito Liberale nella XXIV legislatura del Regno d'Italia.

## Gli studi di medicina
Proveniente da una ricca famiglia monopolitana, si laurea in medicina nel 1888, a Napoli, con specializzazioni, dal 1888 al 1893, a Vienna, Madrid e Berlino. 

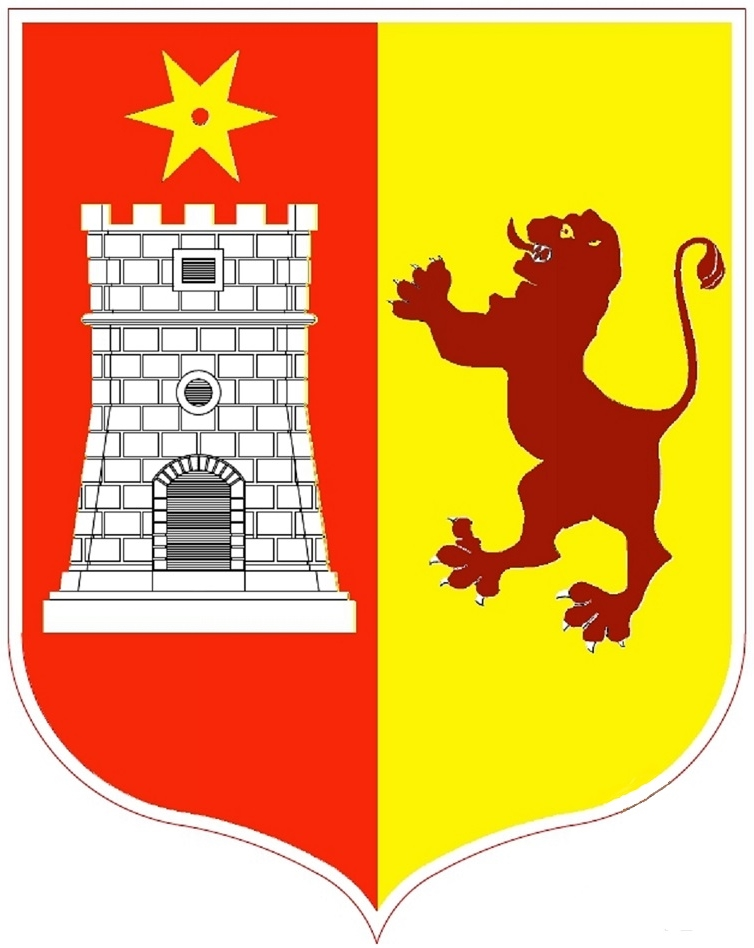
Famiglia Capitanio

A Zurigo e a Vienna è allievo del grande Theodor Billroth, pioniere della chirurgia addominale. L'ammirazione e l'amicizia che lo lega al grande cattedratico, del quale scriverà una biografia, sarà fonte di ispirazione per la sua vita professionale e di studioso. 
Approfondisce lo studio dell'inglese, francese e tedesco (anche vernacolare), ; durante il suo soggiorno a Berlino è ben introdotto nell'alta borghesia tedesca, divenendo intimo della famiglia Rothschild. Per queste sue relazioni e per il rigore di studioso, lo chiamano il tedesco.

## L'attività professionale e scientifica
Nel 1894 comincia l'attività professionale esercitando in Puglia, a Roma e Bologna. Nel 1902 ritorna definitivamente a Monopoli e nello stesso anno sposa la baronessa leccese Annunziata Galluccio.
Tra la fine dell'Ottocento e i primissimi anni del Novecento sperimenta e sviluppa con successo una interessante tecnica di trapianti ossei.
A tal proposito è indicativa una lettera, pervenuta dagli Stati Uniti alla vedova del Capitanio, scritta il 22 aprile del 1949 dall'ex infermiere Luigi Labruna; in questa missiva si riporta un episodio avvenuto in quei giorni a New York. Un'anziana donna monopolitana di cognome Indiveri, emigrata in America sin dal 1903, era stata ricoverata in ospedale per un tumore allo stomaco. Nel corso degli esami sulla paziente i medici avevano notato uno straordinario e perfettamente riuscito intervento chirurgico sulle ossa di un braccio, effettuato dal Capitanio molti anni prima della partenza per l'America della donna, quando ancora era una bambina. La particolare tecnica, che, a detta della signora Indiveri, le aveva salvato l'arto (che tutti gli altri chirurghi consultati volevano amputare), aveva sollevato notevole interesse nell'ambiente scientifico di New York; l'intervento era giudicato innovativo anche per il 1949.
Non documentato un fallito trapianto parziale di fegato su un carabiniere di Fasano in condizioni disperate per un conflitto a fuoco.
È l'autore di saggi e ricerche avanzate come: "Contributo allo studio del cistoma multiplo prolifero delle ossa mascellari", "Alcuni casi di ovariti e salpingiti di origine blenorragica", "Cura della sinovite granulo-fungosa colla immobilizzazione e permanenza sino alla guarigione; e sua indicazione", "Cura dell'empiema secondo Immerman", "Contratture paralitiche ed arthrocleisis", "Ricerche istologiche sul tumor parotis", "Tubercolosi delle ghiandole linfatiche", "Della clinica ginecologica del Prof. Chrobak", "Robert Koch e la tubercolosi", "Cura medicatura e fasciatura dé traumi chirurgici", "Biografia del Prof. Theodor Billroth.
Molto attivo come congressista a livello internazionale. Interviene con studi e relazioni ai congressi medici di Berlino, Vienna, Mosca, Madrid, Bruxelles, Lisbona
Disinteressato, opera anche in condizioni estreme, curando gratuitamente la popolazione indigente che lo venera come un santo. Numerosi episodi al riguardo vengono riportati da A. Sardella Naviglio nel libro citato in bibliografia

## La storia politica
Dopo la laurea, le specializzazioni e le esperienze di Vienna e Berlino, il Capitanio si era marginalmente interessato alla politica locale. Era stato eletto consigliere comunale al Comune di Monopoli e nel 1893 consigliere provinciale alla Provincia di Bari ma intorno al 1912 si trovò direttamente coinvolto nello scontro che, a livello nazionale, opponeva popolari e liberali.
La borghesia monopolitana aveva, all'inizio del nuovo secolo, assoluta necessità di contrastare politicamente l'ascesa dei popolari. Il primo deputato eletto a Monopoli era stato nel 1874 il liberale Luigi Indelli, rappresentante dell'alta borghesia e dei "galantuomini", che fu riconfermato fino al 1882, quando fu eletto con l'appoggio dei popolari l'avvocato coratino Edoardo Loiodice.
Gli "Indellisti", avevano il loro quartier generale nel "Circolo Terra Santa" in Piazza Vittorio Emanuele, poi rinominato "Circolo Unione", mentre i popolari si riunivano nei circoli "Sorriso" e "Concordia".
Nell'elezione del 1900 l'Indelli fu nuovamente eletto ma a causa della morte avvenuta il 20 febbraio del 1903, il popolare Gustavo Semmola lo sostituì nel collegio di Monopoli.
Il Capitanio, di formazione liberal massonica (loggia "Sole di Egnazia"), molto amato dalla gente umile da lui beneficata, cedendo alle pressioni dei liberali e del "Circolo Terra Santa", si decise a scendere in lizza contro i popolari, ben organizzati dal Comitato Diocesano e dalla Società Operaia Cattolica. Fu eletto al Parlamento Italiano per la legislatura del 1913, dopo forti polemiche e un'aspra lotta con l'onorevole Gustavo Semmola di Napoli, sostenuto dalla Chiesa locale e dalla stampa cattolica.

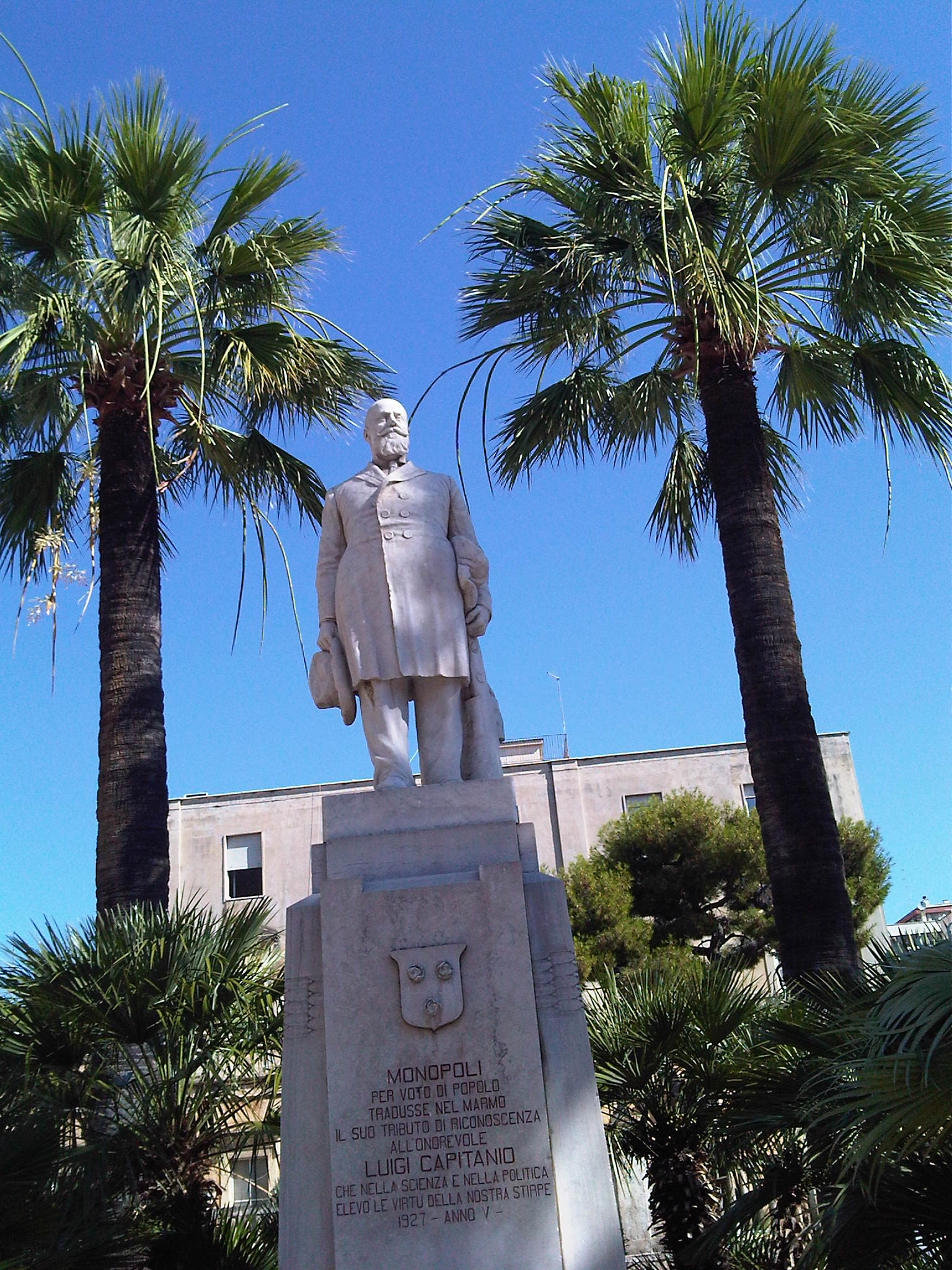
Monumento all'onorevole Luigi Capitanio in piazza Milite Ignoto, Monopoli.

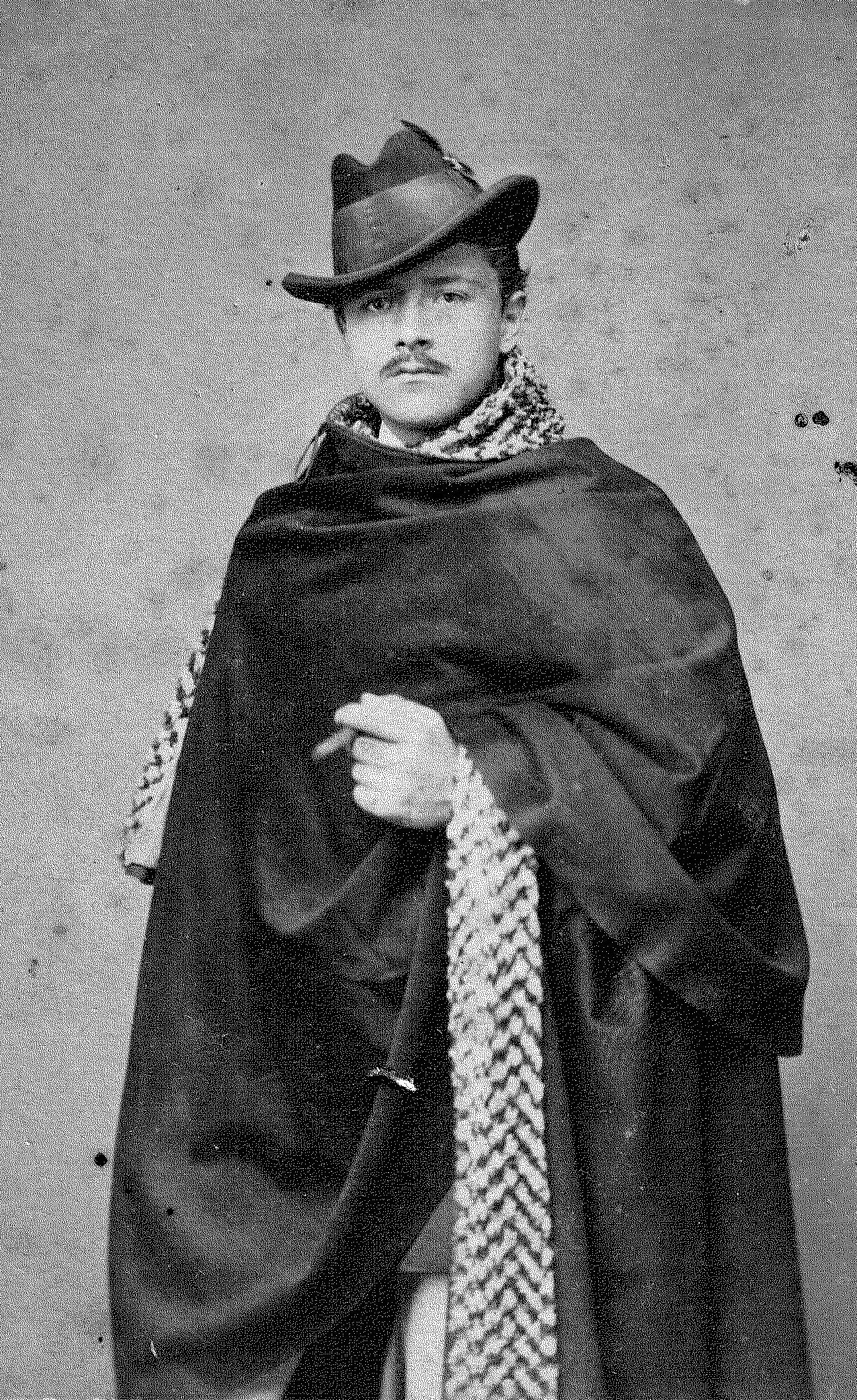
Luigi Capitanio a Berlino nel 1890

In una corrispondenza da Monopoli su "il Quotidianio" del 9 aprile 1914, venivano descritti gli incidenti provocati dagli avversari del Capitanio durante una manifestazione a favore della sua elezione. Si lamentava la scarsezza del servizio d'ordine della forza pubblica, attribuendola alla poca preveggenza del delegato di Pubblica Sicurezza Andriani che, col sottovalutare la situazione "aveva procurato parecchi feriti tra cui l'egregio vicebrigadiere dei carabinieri a cavallo signor Jacovetti Ortenzio". In realtà gli episodi di violenza politica furono molti ma non particolarmente gravi. 
Nel libro di A. Sardella Naviglio già citato in nota, viene riportato un fatto di violenza che lumeggia la particolare atmosfera di una piccola città meridionale all'inizio del XX secolo: un manovale, fierissimo avversario politico del Capitanio, in una rissa durante l'accesa campagna elettorale, riporta una grave ferita di coltello al volto, il Capitanio esegue un intervento di ricostruzione, così ben fatto da indispettire il ferito perché privato della possibilità di aggravare la posizione del feritore con la pesante accusa di "sfregio permanente". 
Molto viva, documentata e ricca di personaggi ed episodi la cronaca delle battaglie politiche del Capitanio, di Sebastiano Lillo, in Monopoli sintesi storico geografica, Monopoli 1976, Officine Grafiche Colucci e quella, non meno esatta ma vista da una prospettiva decisamente clericale, della Stella di Monopoli, Mensile di Cultura e Vita, del marzo-giugno 1965.
Una volta eletto si dimostrò molto attento ai problemi sociali e del territorio. Il 13 dicembre 1913, l'on. Capitanio, nella seduta per la costituzione del gruppo parlamentare pugliese, parlò dei limiti funzionali e delle pessime condizioni del porto di Monopoli. Espose con vigore le sue proposte consistenti in un programma massimo, che prevedeva la costruzione di un terzo braccio e in un programma minimo incentrato sulla riparazione del molo di tramontana, fortemente danneggiato dalle violentissime mareggiate di quegli anni. In quell'occasione riferì del suo interessamento presso il ministro dei Lavori Pubblici e del Tesoro. Concluse l'intervento rilevando la stretta connessione tra i problemi del porto di Monopoli e quelli della disoccupazione che caratterizzava la zona del sud-barese.
Venne rieletto deputato nel 1919. Anche queste elezioni si presentarono cariche di tensioni e incertezze, in particolare a causa dei gravissimi problemi determinati dalla necessità di riconvertire l'industria bellica dopo la fine della prima guerra mondiale, dall'inflazione e dal socialismo nascente. 
Morì nel 1922 per una polmonite, allora incurabile, contratta durante un faticoso giro nel suo collegio. Benito Mussolini ne ricordò la grande figura di studioso e di medico in un discorso commemorativo tenuto alla Camera dei deputati.

## Riconoscimenti
- La città di Monopoli gli dedica nel 1925, in piazza Milite Ignoto, una statua; lo scultore è il monopolitano Angelo Saponara.
- Gli vengono intitolate due sale operatorie dell'ospedale di Monopoli.
- Viene murata una lapide nell'ospedale di Fasano in ricordo della sua attività professionale
- Nel 1991 la città di monopoli gli intitola un viale.
- Gli viene conferita la croce di Cavaliere dell'Ordine della Corona d'Italia
- Gli viene conferita la croce di Commendatore Grande Ufficiale della Corona d'Italia
- Gli viene conferita la croce di Commendatore dell'ordine di S.Maurizio e Lazzaro

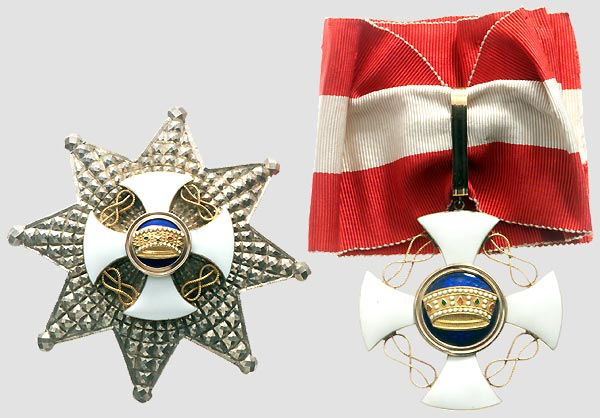
Cavaliere dell'Ordine della Corona d'Italia e Commendatore Grande Ufficiale della Corona d'Italia

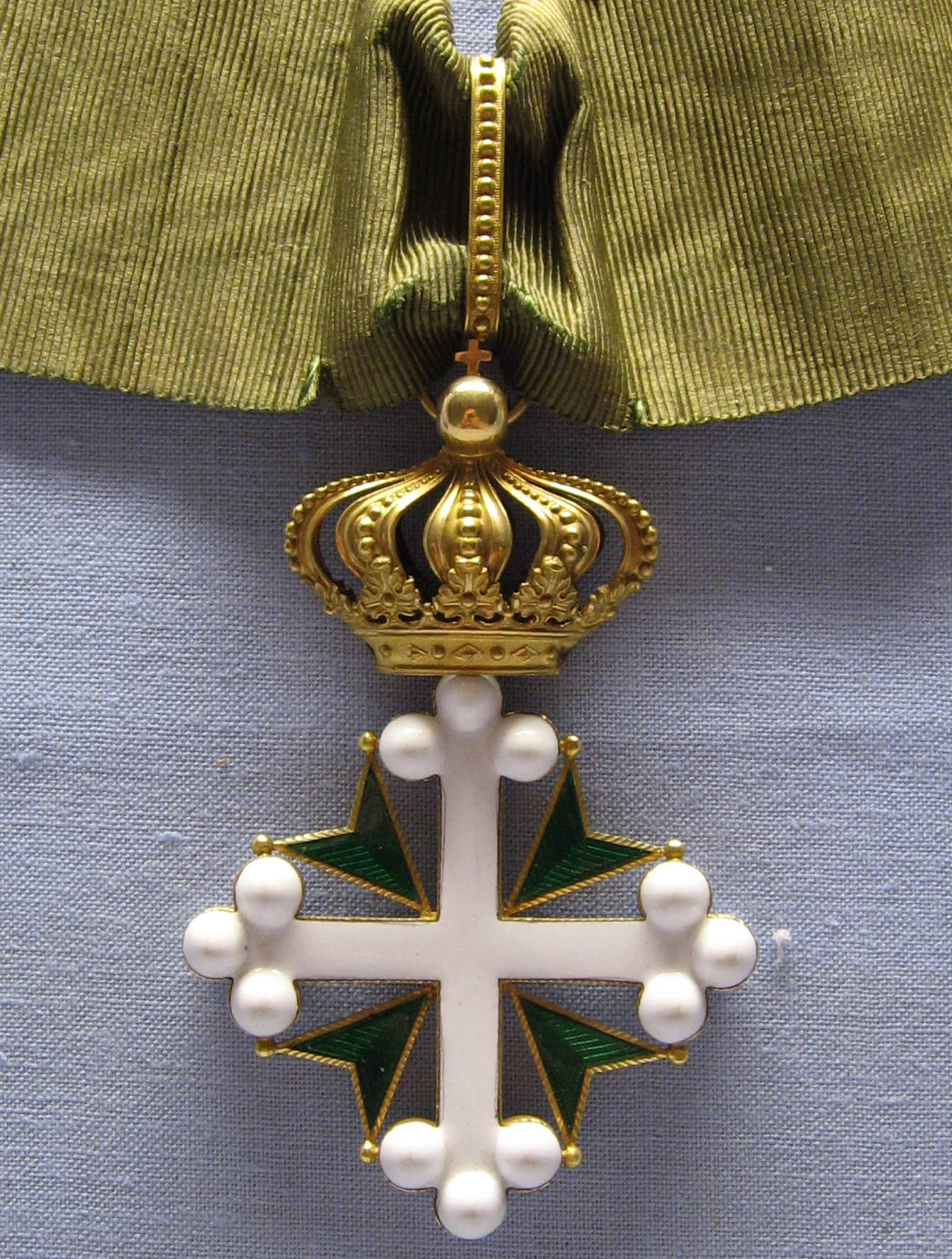
Insegne da Commendatore dell'Ordine di S.Maurizio e Lazzaro